# Kivik
Kivik is een dorp gelegen aan de oostkust van Skåne län de zuidelijkste provincie van Zweden in de gemeente Simrishamn. Het dorp heeft 1013 inwoners. Het stuk van Skåne waar het dorp ligt heet Österlen.
In Kivik is een 3000 jaar oud koningsgraf uit de bronstijd te vinden.
Het nationaal park Stenshuvud ligt ten zuiden van het dorp.

## Verkeer en vervoer
Langs de plaats loopt de Riksväg 9.